# Marineärztliche Akademie
Die Marineärztliche Akademie bestand von 1940 bis 1945 und diente der Ausbildung von deutschen Marinesanitätsoffizieren.

## Geschichte
Die Marineärztliche Akademie wurde am 6. Januar 1940 in Kiel eröffnet. Sie stellte eine Ausgliederung aus der Militärärztlichen Akademie in Berlin dar und sollte den deutlich angestiegenen Ausbildungsbedarf von Sanitätsoffizieren der Kriegsmarine decken. Angesichts der Gefährdung der Stadt Kiel durch alliierte Luftangriffe wurde bald die Verlegung der Akademie erwogen und nach einem sicheren Standort gesucht. Ende April 1941 erfolgte der Umzug nach Tübingen. Die Marinesanitätsoffiziersanwärter wurden dort in den Räumen des Evangelischen Stifts untergebracht, außerdem belegte man Räume im katholischen Wilhelmsstift und der Thiepval-Kaserne. Im Frühjahr 1943 wurde außerdem ein Ableger der Marineärztlichen Akademie in Straßburg eingerichtet. Personal und Studierende der Akademie umfassten 1941 etwa 400 Personen; die Marinesoldaten stellten im Stadtbild Tübingens eine auffällige Besonderheit dar. Sie besuchten die Lehrveranstaltungen der Medizinischen Fakultät der Universität Tübingen, doch wurde es notwendig, dass das Lehrpersonal durch abkommandierte Reservisten der Marine aufgestockt werden musste.

## Gliederung
Mit der Verlegung nach Tübingen 1941 wurden zwei Abteilungen gebildet. Ab März 1944 bestanden drei Abteilungen:
1. (für aktiver Sanitätsoffiziere) in Tübingen, mit zwei Kompanien in Straßburg
2. (für Sanitäts-Reserveoffiziere) in Freiburg
3. (für Sanitäts-Reserveoffiziere) in Wien: im Dezember 1944 aufgelöst

## Kommandeure
- Flottenarzt Alois Evers: Januar 1940 bis März 1941
- Admiralarzt Emil Greul: April 1941 bis Oktober 1943
- Admiralarzt Hans-Hinrich Möller: Oktober 1943 bis April 1945